# Arnold van de Kamp
Arnold van de Kamp (Utrecht (stad), 15 september 1921 - Utrecht (stad), 16 april 1945*) was een Nederlandse verzetsstrijder tijdens de Tweede Wereldoorlog. Van de Kamp was actief in het verzet in de omgeving van Driebergen en Cothen. 
Na verraad werd hij in februari 1945 gearresteerd en vlak voor de bevrijding geëxecuteerd. Hij ligt begraven op het Ereveld Loenen. In de Verzetswijk in Zeist is een straat naar hem genoemd.
* Volgens de oorlogsgraven is de datum van overlijden 16 april 1945, in het artikel uit de Zeister Nieuwsbode uit 1953 wordt als overlijdensdatum 20 maart 1945 gegeven 